# Serbia en los Juegos Olímpicos de Río de Janeiro 2016
Serbia estuvo representada en los Juegos Olímpicos de Río de Janeiro 2016 por un total de 103 deportistas que compitieron en 14 deportes. Responsable del equipo olímpico es el Comité Olímpico de Serbia, así como las federaciones deportivas nacionales de cada deporte con participación.
La portadora de la bandera en la ceremonia de apertura fue la tiradora Ivana Maksimović.

## Medallistas
El equipo olímpico de Serbia obtuvo las siguientes medallas:
| Nombre                        | Deporte            | Competición         |
| ----------------------------- | ------------------ | ------------------- |
| Oro                           |                    |                     |
| Davor Štefanek                | Lucha grecorromana | 66 kg M             |
| Equipo                        | Waterpolo          | Torneo M            |
| Plata                         |                    |                     |
| Equipo                        | Baloncesto         | Torneo M            |
| Marko Tomićević Milenko Zorić | Piragüismo         | K2 1000 m M         |
| Tijana Bogdanović             | Taekwondo          | –49 kg F            |
| Equipo                        | Voleibol           | Torneo F            |
| Bronce                        |                    |                     |
| Ivana Španović                | Atletismo          | Salto de longitud F |
| Equipo                        | Baloncesto         | Torneo F            |